# Odes (Mordor-Album)
Odes (englisch Oden) ist ein Demo und Album der schweizerischen Funeral-Doom-Band Mordor.

## Geschichte
Odes entstand 1990 als erste Aufnahme und Veröffentlichung von Mordor „unter besonderen Bedingungen und in einem veränderten Bewusstseinszustand“ als Teil eines zurückgezogenen rituellen Prozesses den Scorh Anyroth und Dam Gomhory in Abgeschiedenheit absolvierten. Ursprünglich nicht dazu gedacht, von jemand anderem als den Musikern und einem engen Freundeskreis, gehört zu werden nahm das Duo repetitive Rhythmen und Text-Phrasen auf. Das Ziel der Musiker „bestand nicht darin konventionelle Musik zu machen, sondern eine Atmosphäre zu kreieren“, die transzendentale und außerkörperliche Erfahrungen begünstigt. Entsprechend war Mordor als rituelles Projekt gedacht, dass sich von der Öffentlichkeit ausnahm und keinen Anspruch auf Teilhabe an der ökonomischen Verwertung ihrer Musik besaß. Das Duo gab die frei entstandene Aufnahme an Freunde unter dem Titel Odes als MC weiter und bemühte sich nicht um eine Veröffentlichung über ein Label. Odes besaß daher „keinen Anspruch, künstlerisch jemand anonymen, einen generalisierten Musikkonsumenten, anzusprechen und war als hypnotisch-zeremonielle Musik für eine kleine Gruppe und zuvorderst die Musiker selbst gedacht.“

## Albuminformationen
Nachdem die Musiker das Album an Freunde weitergereicht hatten, verbreitete sich Odes über Tape-Trading, bis Wild Rags Records erst 1994 eine MC-Kompilation aus Odes und Csejthe veröffentlichte und 1995 eine um Black Roses From the Dawn of Chaos erweiterte CD-Version des Demos als Mordors Debütalbum herausgab. Spätestens durch die Veröffentlichung von Odes als Studioalbum wurde Mordor zum Hauptprojekt des Duos.

### Titelliste
1. Dark Throne of Blasphemous Evil: 21:55
2. The Great Kat is God: 9:56
3. Lamentations for Corinne: 24:31

### Umfang
Das im November 1990 aufgenommene und unmittelbar veröffentlichte Album enthält drei separate Stücke, die eine Gesamtspielzeit von 56:22 Minuten haben. In der durch Wild Rags Records herausgegebenen CD-Version enthält das Album vier separate Stücke mit einer Gesamtspielzeit von 67:56 Minuten.

### Stil
Mordor erzeugt auf Odes in einer „Kombination aus streng reduzierten, teils synkopischen Rhythmen, bedrohlichen Klangflächen und dem tiefen Grollen einzelner sich anhaltend wiederholender evozierender Worte,“ die angestrebte zeremonielle Atmosphäre. Die nachkommend zu den Urwerken des Funeral Doom gerechnete Veröffentlichung bot eine „Bricolage aus Dark Ambient, Doom, Death und Black Metal. Mordor verschmolzen unter dem charakteristisch-rituell langsamen Tempo lyrische Phrasen, die sich auf Mythen, Archetypen und die antike Gnosis bezogen und öffneten eine Schleuse für einen nachhallenden Themenkomplex im Funeral: der Suche nach dem Ich in der Beschäftigung mit Psychoanalyse und Esoterik gleichermaßen.“
Die Stücke weisen unterschiedliche Ausrichtungen bei einer konstanten Basis aus „Bestürzung, Verzweiflung und völliger Demütigung“ auf. Von schaurigen Synthesizern, heruntergestimmter Lo-Fi-Verzerrung und reduziert-langsamen Rhythmus in Dark Throne of Blasphemous Evil zu dem melodiöseren und optimistischer erscheinendem The Great Kat is God mit einem mehr gesungenem Textvortrag und Lamentations for Corinne, dass mit Kirchenorgel und Trauermarsch-Rhythmus die Grundzüge des Funeral Doom bespielt. Bis die anfängliche Melodieführung „in völliges Chaos“ übergeht, „während Dungeon-Synth-Keyboard-Klagen aus dem Nichts auftauchen“ und verschwinden.

## Wahrnehmung
Odes gilt als „eines der Alben, die eine zentrale Rolle in der kreativen Entwicklung des Genres spielen und direkt zu Beginn verdeutlichten, dass der da noch unbenannte Funeral Doom sich nicht auf eine einfache Formel reduzieren lassen würde.“ In Relation zu den erfolgreichen Veröffentlichungen Stormcrowfleet von Skepticism und Stream from the Heavens von Thergothon, die als kreative und ökonomische Grundlage der Genreentwicklung rezipiert werden, blieb das geringer bekannte Album Odes „der große Geheimtipp der Fangemeinde.“ Dabei gilt das Album als Geheimtipp, der lange nur einem „harten Kern und obsessiv im Genre forschenden“ vertraut war. Stu Gregg von Aesthetic Death Records betonte, dass das Album nicht nur „Maßstäbe im Extreme Doom und Noise setzte, die seitdem weiterverfolgt und ausgearbeitet wurden,“ sondern auch seinen persönlichen Bezug, sein Verständnis, seine Bewunderung und seinen Respekt für extreme Musik, für die sein Label populär wurde, insgesamt mit begründete.